# Евстафий Мстиславич
Евста́фий Мстисла́вич (ум. 1032/1033), княжич Тмутараканский, единственный сын Тмутараканского князя Мстислава Владимировича Храброго и Анастасии.

## Биография
Возможно, что у княжича было и другое, славянское династическое, имя, а летописи сохранили только христианское имя, данное в честь особо почитавшегося на Руси святого Евстафия Плакиды.
Вероятно, был наместником отца в Тмутаракани с 1024 года. По сообщениями разных летописей Евстафий умер в 1032 или 1033 году. Возможно, что он погиб в одном из походов на Кавказ, или умер от раны, которую получил на этой войне.
Смерть Евстафия оставила его отца без наследников и привела к пресечению линии Мстислава после его смерти в 1036 году, что позволило Ярославу Мудрому вновь объединить Русь.